# Trichopagurus asper
Trichopagurus asper is een tienpotigensoort uit de familie van de Paguridae. De wetenschappelijke naam van de soort is voor het eerst geldig gepubliceerd in 2012 door Komai & Poupin.